# Ясско-Кишинёвская операция
Я́сско-Кишинёвская опера́ция, также известна как Ясско-Кишинёвские Ка́нны — стратегическая операция войск 2-го Украинского и 3-го Украинского фронтов против армий нацистской Германии и Румынии во время Великой Отечественной войны, проведённая 20—29 августа 1944 года с целью разгрома крупной немецко-румынской группировки, прикрывавшей балканское направление, освобождения Молдавии и вывода Румынии из войны.
Является одной из самых удачных советских операций во время Великой Отечественной войны, входит в число «десяти сталинских ударов». Закончилась победой войск Красной Армии, освобождением Молдавской ССР и полным разгромом южного крыла германского фронта. Румыния вышла из войны на стороне Германии и перешла на сторону антигитлеровской коалиции. Советские войска стремительно вышли к границам Болгарии, Югославии и Венгрии.

## Обстановка перед операцией
Американский историк Дэвид Гланц выделяет первую Ясско-Кишинёвскую операцию — попытки наступления, осуществлявшиеся с 8 апреля по 6 июня 1944 года, но не завершившиеся результативно для СССР.
К августу 1944 года для советских войск на балканском направлении сложилась благоприятная обстановка для нанесения решающего удара. Немецкое командование летом 1944 года перебросило с этого направления в Белоруссию и Западную Украину 12 дивизий, тем самым ослабив группу армий «Южная Украина». Несмотря на это, немецко-румынское командование создало здесь мощную глубоко эшелонированную оборону, состоявшую из 3-4 оборонительных полос, увязанных с водными преградами и холмистой местностью. Сильные оборонительные обводы опоясывали многие города и другие населённые пункты Молдавии и восточной Румынии.
Политическая обстановка в Румынии к этому времени была сложная. 4 августа 1944 года произошла встреча румынского лидера Иона Антонеску с Гитлером. На этой встрече Гитлер заверил румынского союзника, что вермахт будет защищать Румынию так же, как и Германию. Но, в свою очередь, он потребовал от Антонеску заверения в том, что, как бы ни сложились обстоятельства, Румыния останется союзницей Рейха и возьмёт на себя содержание немецких войск, действовавших на румынской территории. Однако в самой Румынии всё больше росло недовольство режимом Антонеску. Многие уже не верили в успешное для Стран Оси развитие событий на фронтах и опасались угрозы оккупации Румынии советскими войсками.

## Замысел советского командования и подготовка
Советское командование исходило из того, что румынские войска, в основном расположенные на флангах, менее боеспособны, чем немецкие. Поэтому было принято решение нанести мощные удары по флангам на двух далеко отстоящих друг от друга участках. 2-й Украинский фронт наносил удар северо-западнее Ясс, 3-й Украинский фронт — южнее Бендер (Суворовская гора). При этом необходимо было убедить противника, что основной удар предполагается нанести на тактически более выгодном кишинёвском направлении. Для этой цели были разработаны и осуществлены специальные меры оперативной маскировки. Развивая наступление по сходящимся к району Хуши − Васлуй − Фэлчиу направлениям, фронты должны были окружить и уничтожить основные силы группы армий «Южная Украина», а затем быстро продвигаться вглубь Румынии. Черноморскому флоту предстояло оказывать огневую поддержку приморскому флангу Третьего Украинского фронта, нарушать прибрежные морские коммуникации Германии и Румынии, уничтожать корабли противника и наносить массированные авиационные удары по военно-морским базам Констанца и Сулин.
Сосредоточение войск на исходных рубежах было произведено скрытно, с соблюдением всех правил маскировки. Широко применялась дезинформация противника всеми доступными методами. Всё это обеспечило оперативную внезапность наступления.
Тылы обеих фронтов к началу операции создали необходимые материальные запасы: боеприпасов — от 1,4 до 6 боекомплектов, горюче-смазочных материалов — от 2,5 до 11,5 заправки, продовольствия — от 7 до
25 сутодач, что полностью обеспечивало потребности войск. Также были подготовлены мероприятия для бесперебойной доставки всего необходимого в войска после перехода в наступление.

## Расстановка сил

### СССР
- 2-й Украинский фронт (командующий Р. Я. Малиновский). В него входили 27-я армия, 40-я армия, 52-я армия, 53-я армия, 4-я гвардейская армия, 7-я гвардейская армия, 6-я танковая армия, 18-й танковый корпус и конно-механизированная группа. Авиационную поддержку фронту оказывала 5-я воздушная армия.
- 3-й Украинский фронт (командующий Ф. И. Толбухин). В него входили 37-я армия, 46-я армия, 57-я армия, 5-я ударная армия, 7-й механизированный корпус, 4-й гвардейский механизированный корпус. Авиационную поддержку фронту оказывала 17-я воздушная армия, в составе которой имелось 2200 самолётов.
- Черноморский флот (командующий Ф. С. Октябрьский), в состав которого также входила Дунайская военная флотилия. Флот имел в своём составе 1 линкор, 4 крейсера, 6 эсминцев, 30 подводных лодок и 440 кораблей других классов. ВВС Черноморского флота насчитывали 691 самолёт.

### Германия и Румыния
- Группа армий «Южная Украина» (командующий Йоханнес Фриснер). В неё входили 6-я немецкая армия, 8-я немецкая армия, 3-я румынская армия, 4-я румынская армия и 17-й армейский немецкий корпус — всего 25 немецких, 22 румынские дивизии, одна словацкая дивизия и пять румынских бригад. Авиационную поддержку войскам оказывал 4-й воздушный флот, в составе которого было 810 немецких и румынских самолётов. Численность немецких пехотных дивизий была доведена до 10-12 тысяч человек, а румынских — до 12-17 тыс.[6].
- Румынский флот имел 7 эсминцев, одну подводную лодку, пять мониторов, 19 канонерских лодок и сторожевых, минных и торпедных катеров, а также два вспомогательных крейсера.

## Наступление советских войск
Ясско-Кишинёвская операция началась рано утром 20 августа 1944 года с мощного артиллерийского наступления, первая часть которого заключалась в подавлении вражеской обороны перед атакой пехоты и танков, а вторая — в артиллерийском сопровождении атаки. В 7 часов 40 минут, советские войска, сопровождаемые двойным огневым валом, перешли в наступление с Кицканского плацдарма и из района западнее Ясс.
Артиллерийский удар был настолько силён, что первая полоса немецкой обороны была полностью уничтожена. Вот как описывает состояние немецкой обороны в своих воспоминаниях один из участников тех боёв:
Когда мы двинулись вперёд, то на глубину примерно десять километров местность была чёрной. Оборона противника практически была уничтожена. Вражеские траншеи, вырытые в полный рост, превратились в мелкие канавы, глубиной не более чем по колено. Блиндажи были разрушены. Иногда попадались чудом уцелевшие блиндажи, но находившиеся в них солдаты противника были мертвы, хотя не видно было следов ранений. Смерть наступала от высокого давления воздуха после разрывов снарядов и удушья.
Наступление было подкреплено ударами штурмовой авиации по наиболее сильным опорным пунктам и огневым позициям артиллерии противника. Ударные группировки Второго Украинского фронта прорвали главную, а 27-я армия к середине дня — и вторую полосы обороны.
В полосе наступления 27-й армии в прорыв была введена 6-я танковая армия, и в рядах немецко-румынских войск, как признал командующий группой армий «Южная Украина» генерал Ганс Фриснер, «начался невероятный хаос». Немецкое командование, пытаясь остановить продвижение советских войск в районе Ясс, бросило в контратаки три пехотные и одну танковую дивизии. Но это не изменило положения. На второй день наступления ударная группировка 2-го Украинского фронта вела упорную борьбу за третью полосу на хребте Маре, а 7-я гвардейская армия и конно-механизированная группа — за Тыргу-Фрумос. К исходу 21 августа войска фронта расширили прорыв до 65 км по фронту и до 40 км в глубину и, преодолев все три оборонительные полосы, овладели городами Яссы и Тыргу-Фрумос, тем самым взяв два мощных укреплённых района за минимальный срок. 3-й Украинский фронт успешно продвигался на южном участке, на стыке 6-й немецкой и 3-й румынской армий.
20 августа, при прорыве, в боях в районе Тыргу-Фрумос отличился сержант Александр Шевченко. Продвижение его роты было под угрозой срыва из-за ведущегося из ДЗОТа огня противника. Попытки подавить ДЗОТ артиллерийским огнём с закрытых огневых позиций успеха не принесли. Тогда Шевченко бросился на амбразуру и закрыл её своим телом, открыв дорогу штурмовой группе. За совершённый подвиг Шевченко посмертно было присвоено звание Героя Советского Союза.
21 августа Ставка ВГК издала директиву, согласно которой было необходимо «объединёнными усилиями двух фронтов быстрее замкнуть кольцо окружения противника в районе Хуши, после чего сужать это кольцо с целью уничтожения или пленения кишинёвской группировки противника».
К исходу второго дня операции войска 3-го Украинского фронта изолировали 6-ю немецкую армию от 3-й румынской, замкнув кольцо окружения 6-й немецкой армии у села Леушены. Её командующий бежал, бросив войска. Активно фронтам помогала авиация. За два дня советские лётчики совершили около 6350 вылетов. Авиация Черноморского флота наносила удары по румынским и немецким кораблям и базам в Констанце и Сулине. Немецкие и румынские войска понесли большие потери в живой силе и боевой технике, особенно на главной полосе обороны, и начали поспешно отступать. За первые два дня операции были полностью разгромлены 7 румынских и 2 немецких дивизии.
Командующий группой армий «Южная Украина» Фриснер, подробно проанализировав обстановку после первого дня наступления советских войск, понял, что сражение складывается не в пользу группы армий и принял решение отвести войска группы армий за Прут и, несмотря на отсутствие приказа Гитлера, довёл свой приказ до войск 21 августа. На следующий день, 22 августа, дал разрешение на отвод войск группы армий и Генеральный штаб, но было уже поздно. К тому времени ударные группировки советских фронтов уже перехватили основные пути отхода на запад. Немецкое командование проглядело возможность окружения своих войск в районе Кишинёва. В ночь на 22 августа моряки Дунайской военной флотилии совместно с десантной группой 46-й армии успешно форсировали 11-километровый Днестровский лиман, освободили город Аккерман и начали развивать наступление в юго-западном направлении.
В боях отличились:
- за овладение городом Бендеры — войска генерал-лейтенанта Гагена, генерал-майора Шкодуновича, генерал-майора Крузе; артиллеристы генерал-майора артиллерии Балаева и полковника Ковалёва; лётчики генерал-полковника авиации Судеца В. А..
- за овладение городом Белгород-Днестровский (Аккерман) — войска генерал-лейтенанта Шлемина, генерал-лейтенанта Бахтина, полковника Никитина, полковника Власова, подполковника Смирнова; артиллеристы генерал-майора артиллерии Алексеенко; лётчики генерал-лейтенанта авиации Ермаченкова; моряки контр-адмирала Горшкова, капитана 1-го ранга Давыдова, майора Григорьева; сапёры генерал-полковника Котляра, полковника Номинас, полковника Пузыревского.

23 августа советские фронты вели бои с целью замкнуть кольцо окружения и продолжать продвижение на внешнем фронте. 18-й танковый корпус в тот же день вышел в район Хуши, 7-й механизированный корпус — к переправам через Прут в районе Леушен, а 4-й гвардейский механизированный корпус — к Леово. 46-я армия 3-го Украинского фронта оттеснила войска 3-й румынской армии к Чёрному морю, и она 24 августа прекратила сопротивление. В этот же день корабли дунайской военной флотилии высадили десант в Жебрияны — Вилково. Также 24 августа 5-я ударная армия под командованием генерала Н. Э. Берзарина заняла Кишинёв.
24 августа был завершён первый этап стратегической операции двух фронтов — прорыв обороны и окружение ясско-кишинёвской группировки немецко-румынских войск. К исходу дня советские войска продвинулись на 130—140 км. В окружении оказалось 18 дивизий. 24-26 августа Красная армия вошла в Леово, Кагул, Котовск. К 26 августа вся территория Молдавии была занята советскими войсками.
В боях за освобождение Молдавии звание Героя Советского Союза было присуждено более чем 140 бойцам и командирам. Шестеро советских воинов стали полными кавалерами ордена Славы: Г. Алексеенко, А. Виноградов, А. Горскин, Ф. Динеев, Н. Карасёв и С. Скиба.

## Государственный переворот в Румынии. Разгром окружённой группировки

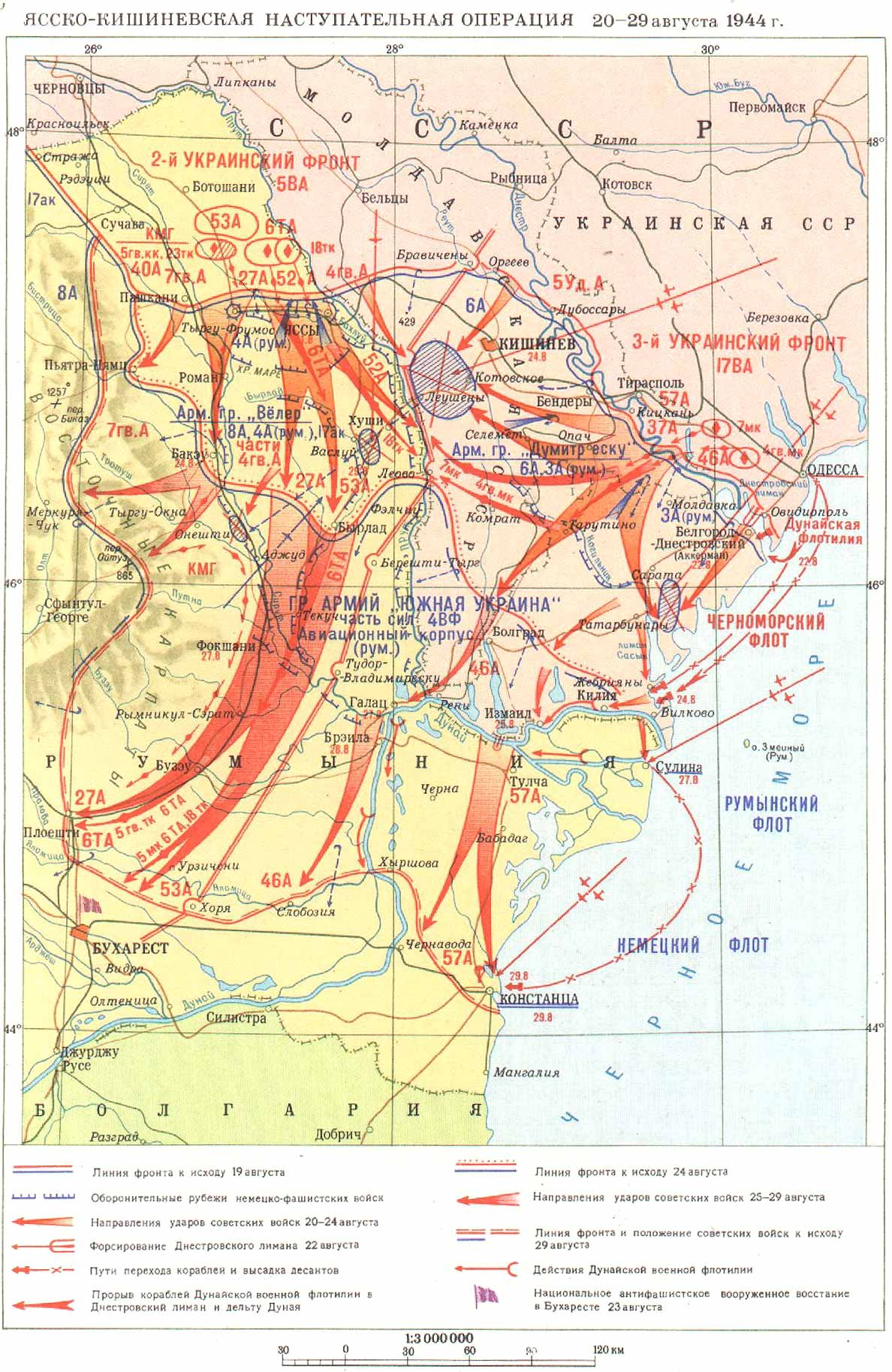
Наступление советских войск

Молниеносный и сокрушительный разгром немецко-румынских войск под Яссами и Кишинёвом до предела обострил внутриполитическую обстановку в Румынии. Режим Иона Антонеску потерял всякую опору в стране. Многие высшие государственные и военные деятели Румынии ещё в конце июля установили связь с оппозиционными партиями, антифашистами, коммунистами, советским правительством и советским военным командованием, и начали обсуждать подготовку к восстанию. Быстрое развитие событий на фронте ускорило наступление антиправительственного восстания, которое вспыхнуло 23 августа в Бухаресте. Король Михай I занял сторону восставших, приказал арестовать Антонеску и пронацистских генералов. Было сформировано новое правительство Константина Сэнэтеску с участием национал-либералов, социал-демократов и коммунистов. Новое правительство объявило о выходе Румынии из войны на стороне Германии, принятии условий мира, предлагаемых союзниками, и потребовало от немецких войск в кратчайшие сроки покинуть территорию страны. Немецкое командование отказалось выполнить это требование и предприняло попытку подавить восстание. Утром 24 августа немецкая авиация подвергла бомбардировке Бухарест, и днём немецкие войска перешли в наступление. Новое румынское правительство объявило войну Германии и попросило у Советского Союза помощи.
Советское командование направило 50 дивизий и основные силы обеих воздушных армий вглубь Румынии на помощь восстанию, а 34 дивизии были оставлены для ликвидации окружённой группировки. К исходу 27 августа окружённая восточнее Прута группировка перестала существовать.
К 28 августа была уничтожена и та часть немецких войск, которой удалось переправиться на западный берег Прута с намерением пробиться к Карпатским перевалам.
Наступление советских войск на внешнем фронте всё более нарастало. Войска Второго Украинского фронта развивали успех в сторону Северной Трансильвании и на фокшанском направлении, 27 августа заняли Фокшаны и вышли на подступы к Плоешты и Бухаресту. Соединения 46-й армии Третьего Украинского фронта, наступая на юг по обоим берегам Дуная, отрезали пути отхода разбитым немецким войскам к Бухаресту. Черноморский флот и Дунайская военная флотилия содействовали наступлению войск, высаживали десанты, наносили удары морской авиацией. 28 августа были взяты города Брэила и Сулина, 29 августа морской десант Черноморского флота занял порт и главную военно-морскую базу Румынии Констанца. В этот день была завершена ликвидация окружённых войск противника западнее реки Прут. На этом Ясско-Кишинёвская операция завершилась.

## Авиация в Ясско-Кишиневской операции
К началу операции на 19 августа 1944 года в состав 2-го и 3-го Украинских фронтов входили 5-я и 17-я воздушные армии, в которых насчитывалось 1759 самолётов, а с учётом авиации Черноморского флота — 2650. На этом рубеже советским войскам противостояла группа армий «Южная Украина», имевшая в своем составе 4-й воздушный флот и 1-й авиационный корпус румын в составе 810 самолётов.
При подготовке к операции воздушная разведка 5-й и 17-й воздушных армий сфотографировали 104913 м² площади и вскрыла оборонительные сооружения противника и вероятные маршруты танковых соединений в глубине его обороны.
Наступление войск 2-го Украинского фронта поддерживала авиация 5-й воздушной армии. 200 штурмовиков полковыми группами при поддержке истребителей атаковали огневые средства и войска противника, оборонявшиеся в полосе наступления 27-й и 52-й армий. Бомбардировочная авиация группами по 27 самолётов при сопровождении истребителей бомбардировала опорные пункты в районе Ясс и резервы в Васлуе, задерживая их подход к полю боя. Истребительная авиация 5-й воздушной армии в первый день операции не позволила немецким бомбардировщикам сбросить на советские войска ни одной бомбы, в воздушных боях было сбито 43 немецких и румынских самолёта, свои потери составили 2 самолёта.
В зоне наступления 3-го Украинского фронта сухопутные войска поддерживала авиация 17-й воздушной армии силами 198 самолётов. Экипажи штурмовиков группами по 12-24 самолёта при сопровождении истребителей с высоты 400—600 м атаковали артиллерию и минометы на огневых позициях, уничтожали танки, разрушали узлы связи и штабы частей фашистов.
Когда, потерпев поражение в районе Ясс и Кишинёва, немецкое командование стремилось вывести свои войска в южном направлении в сторону Венгрии и Болгарии, для их уничтожения привлекалась вся авиация 17-й и часть сил 5-й воздушных армий. 17-я воздушная армия для атак по окруженной группировке в районе Кишинева за два дня 25 и 26 августа совершила 943 самолёта-вылета и нанесла противнику тяжелые потери. На протяжении всей операции прочно удерживалось господство в воздухе.
В последние дни операции к боям на стороне советских войск был подключен 1-й румынский авиационный корпус (в составе 2-го Украинского фронта).

## Значение и последствия операции

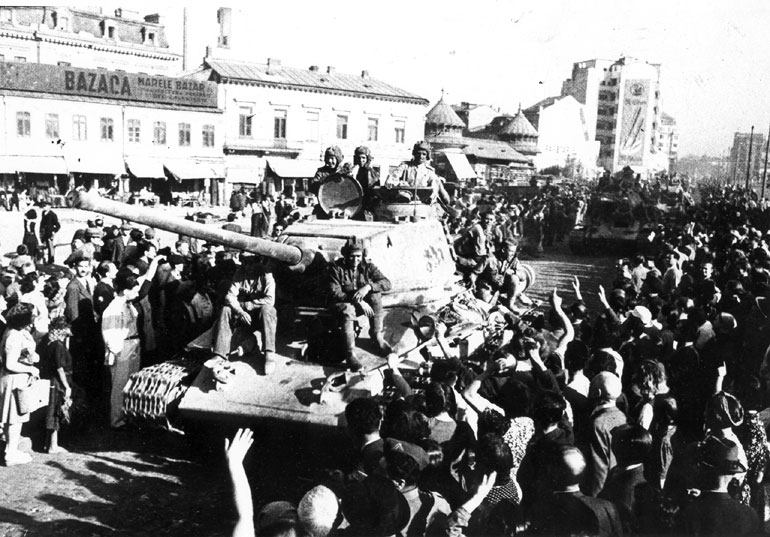
Советские войска вошли в Бухарест 31 августа 1944, через 2 дня после окончания операции.

Ясско-Кишинёвская операция оказала большое влияние на дальнейший ход войны на Балканах. В ходе неё были разгромлены основные силы группы армий «Южная Украина», выведена из войны Румыния, были освобождены Молдавская ССР и Измаильская область Украинской ССР. Хотя к концу августа бо́льшая часть Румынии всё ещё находилась в руках немецко-венгерских войск, они уже не смогли организовать на территории страны мощных оборонительных рубежей. 31 августа войска 2-го Украинского фронта вступили в Бухарест, занятый румынскими повстанцами. Активные сражения на территории Румынии продолжались весь сентябрь 1944 года, к исходу которого была освобождена подавляющая часть румынской территории (см. Бухарестско-Арадская операция), а к концу октября 1944 года освобождение страны завершилось на начальном этапе Будапештской операции. 12 сентября 1944 года в Москве советское правительство от имени союзников — СССР, Великобритании и США — подписало соглашение о перемирии с Румынией.
Ясско-Кишинёвская операция вошла в историю военного искусства как «Ясско-Кишинёвские Канны». Она характеризовалась искусным выбором направлений главных ударов фронтов, высоким темпом наступления (первоначально 25 км в сутки, после завершения прорыва обороны противника — от 30 до 35 км в сутки), быстрым окружением и ликвидацией крупной Балтинско-Кодымской группировки противника, тесным взаимодействием всех видов войск. Её отличительными чертами стали стремительный прорыв тактической зоны вражеской обороны и решительное преследование противника на большую глубину. Ширина фронта наступления советских войск в этой операции составляла 590 км, глубина
операции — 300—320 км.
Ясско-Кишинёвская операция является одной из наиболее успешных сражений Красной Армии в войну по соотношению своих потерь и потерь противника: советские войска в ней потеряли безвозвратно около 13,2 тысяч человек, тогда как немецкие и румынские войска лишились 18 дивизий, 208 600 немецких и румынских солдат и офицеров попали в плен, а их число убитыми исчислялось десятками тысяч.
По результатам операции 126 соединений и частей удостоены почётных наименований Кишинёвских, Ясских, Измаильских, Фокшанских, Рымникских, Констанцских и других.

### Восстановление Молдавии

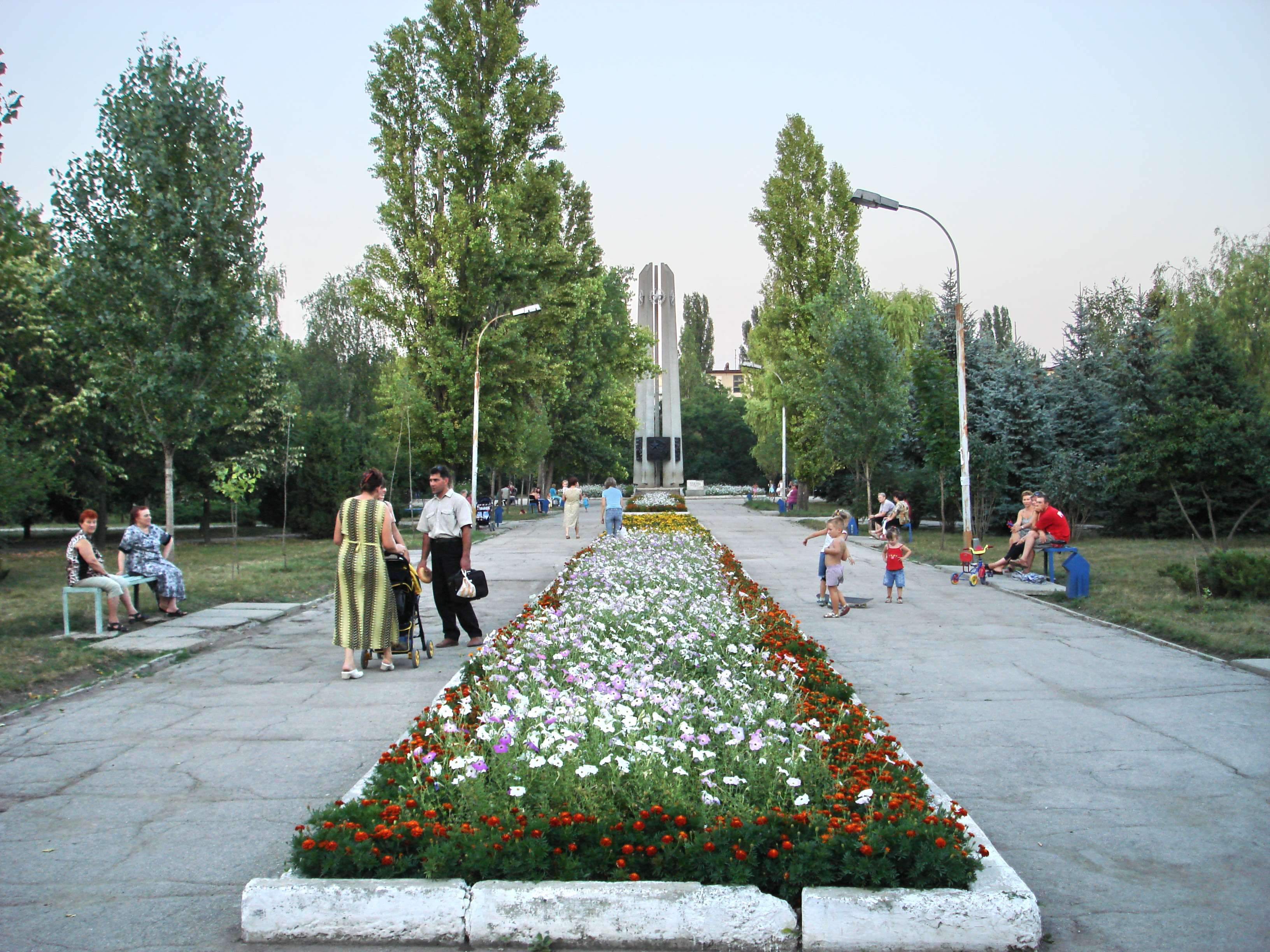
Памятник в честь освобождения Бендер 23 августа 1944 года

Сразу же после завершения Ясско-Кишинёвской операции началось послевоенное восстановление хозяйства Молдавии, на которое из бюджета СССР в 1944—45 годах было выделено 448 млн рублей. Продолжились и социалистические преобразования, начатые в 1940 и прерванные румынским вторжением. К 19 сентября 1944 года частями Красной Армии при помощи населения было восстановлено железнодорожное сообщение и мосты через Днестр, взорванные отступающими немецко-румынскими войсками. Воссоздавалась промышленность. В Молдавию в 1944—1945 годах поступило оборудование 22 крупных предприятий. Были восстановлены 226 колхозов в левобережных районах и 60 совхозов. Крестьянство получило, в основном из России, семенную ссуду, крупный рогатый скот, лошадей и т. п. Однако последствия войны и засуха при сохранении системы обязательных государственных хлебозаготовок привели к массовому голоду и резкому росту смертности населения.
Наиболее значительной помощью Молдавии, оказанной Красной Армии, явилось пополнение её рядов добровольцами. После удачного завершения Ясско-Кишинёвской операции на фронт ушли 256,8 тыс. жителей республики. Важное значение имела и работа молдавских предприятий на нужды армии.

### Память

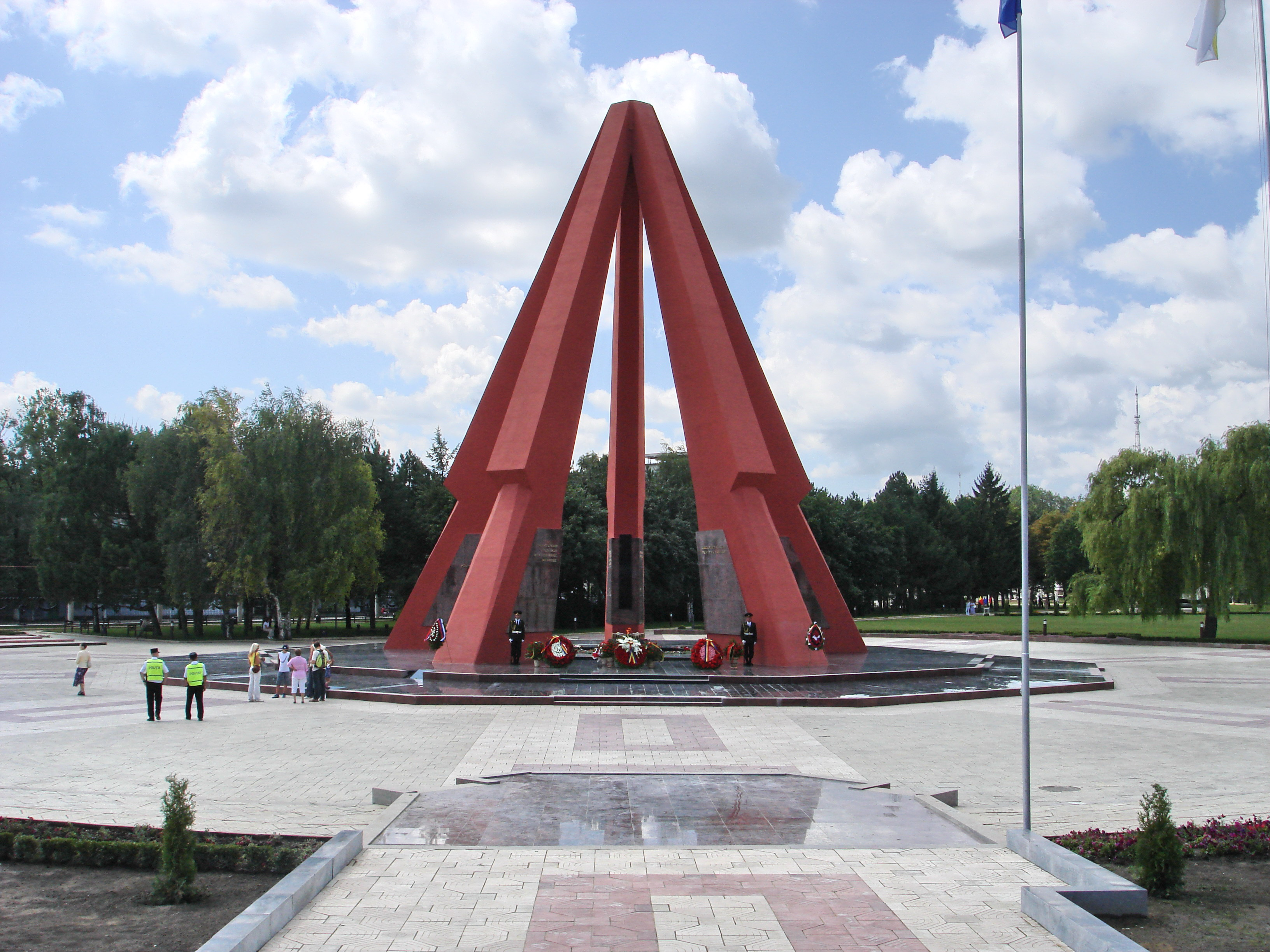
Мемориальный комплекс «Вечность» в Кишинёве в честь освобождения Молдавии

- диорама "Ясско-Кишинёвская операция" (А. С. Семенов и Н. С. Присекин, 1982-1990) общей площадью около 800 м2[16]
- Именем Героя Советского Союза, участника Ясско-Кишинёвской операции Алексея Бельского в 1970 году была названа улица на Ботанике. После распада СССР эта улица была названа Куза-Водэ, в честь господаря, объединившего Молдавское княжество с Валахией. В 2011 году, по инициативе[17] жителей кишинёвской улицы Куза-Водэ (Бельского), «Лига русской молодёжи Республики Молдова» собрала[18] и передала[19] мэру Кишинёва 5000 подписей в поддержку возврата улице прежнего названия. Впоследствии инициативу молодёжного движения поддержали около 30 общественных организаций и политических партий[20], среди которых башкан Гагаузии Михаил Формузал, ПКРМ[21], партия Патриотов Молдовы, ПСРМ, СДПМ, партия Третья сила, НСПМ, Русская община Молдовы, община украинцев Молдовы и многие другие. Также с обращением о возврате названия улицы к муниципальному совету обратились участники круглых столов «68 лет освобождения Кишинёва»[22] и «Освобождение Молдавии от фашистских захватчиков: 68 лет спустя»[23]. Мэр Кишинёва Дорин Киртоакэ пообещал рассмотреть данный вопрос[24].
- 25 августа 2012, в селе Малиновское Рышканского района, названном в честь Героя СССР Родиона Малиновского, прошли мероприятия, посвящённые годовщине Ясско-Кишинёвской операции[25].
- 21 июня 2025, в Тирасполе была проведена реконструкция Ясско-Кишиневской операции, включая инсценировку взрывов и выстрелов, однако власти Молдовы были обеспокоены проведением данного мероприятия.